# 何凱桐
何凱桐（英語：Gordon Ho Hoi Tung，1991年12月18日—），香港男子橋牌選手。早年就讀浸信會沙田圍呂明才小學（2003年小六）、德信中學。

## 簡歷
何凱桐原在四大會計師行任職，他在亞運會三個月前辭去工作，專心備戰。
2018年8月，何凱桐代表中國香港參加2018年亞洲運動會橋牌比賽，與陳佩怡、顧可容、黃慧敏、楊凱寧和何煒霖合作贏得超級混合團體賽銀牌。